# Alexander Adolfowitsch Witt

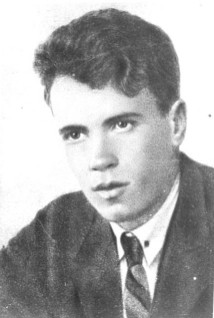
Alexander Adolfowitsch Witt

Alexander Adolfowitsch Witt (russisch Александр Адольфович Витт, wiss. Transliteration Aleksandr Adol'fovič Vitt; * 12. September 1902; † 26. Juni 1938 im Kolyma-Gebiet) war ein russischer theoretischer Physiker.

## Leben
Witt war der Sohn eines kaufmännischen Angestellten und besuchte das Gymnasium in Moskau. Ab 1920 studierte er an der Lomonossow-Universität, während er gleichzeitig den Militärdienst bei der Schule für Luftbildvermessung absolvierte. Nach Abschluss seines Militärdienstes wurde er Chef der statistischen Personalerfassungsstelle der Hauptverwaltung der Luftflotte. Danach war er 1926 bis 1929 bei Leonid Mandelstam an der Lomonossow, bei dem er während dieser Zeit promovierte. Dort wurde er mit Alexander Alexandrowitsch Andronow einer der führenden Wissenschaftler auf dem Gebiet nichtlinearer Schwingungen. Er habilitierte darüber auch bei Mandelstam und wurde Professor an der Lomonossow-Universität. Andronows, Chaikins und Witts gemeinsame Monographie darüber erschien 1937, als Witt in den Stalinschen Säuberungswellen schon verhaftet und am 4. Juli 1937 zu fünf Jahren Lagerhaft verurteilt wurde. Er starb kurz darauf im Lager im Kolyma-Gebiet (sein letzter Brief an seine Frau ist vom 13. Dezember 1937).
Mandelstam, der Witt 1929 für einen Auslandsaufenthalt vorschlug, lobte besonders die mathematische Begabung von Witt. Als beispielsweise in seinem Seminar ein Vortrag über die Schrödingergleichung auszufallen drohte, da der Vortragende erkrankte, übertrug Mandelstam Witt die Aufgabe, die dieser aus dem Stegreif glänzend löste. Witt war auch ein Pionier auf dem Gebiet chemischer Oszillationsreaktionen (wie der Belousov-Zhabotinsky-Reaktion), lange bevor diese im Rahmen der Chaostheorie untersucht wurden, und ebenso auf dem Gebiet der mathematischen Analyse ökologischer Systeme und der Populationsdynamik (ein Gebiet das damals schon durch Vito Volterra und andere aktiv war).
Er war seit 1935 mit Olga Alexejewna Witt verheiratet und hatte einen Sohn Alexander Witt. Witts Eltern wurden als Deutschstämmige 1941 nach Kasachstan deportiert, wo sie bald darauf starben.
1957 wurde er offiziell rehabilitiert.

## Schriften
- A.A. Andronow, S.E. Chaikin, A.A. Witt Theorie der Schwingungen, Akademie Verlag 1965 (das Buch erschien zuerst russisch 1937 ohne Nennung von Witts Namen, der erst in der zweiten russischen Auflage 1959 hinzugefügt wurde)
- mit G.F. Gause  Behavior of mixed populations and the problem of natural selection, American Naturalist Bd. 69, 1935, S. 596–609
- mit G.F. Gause, N.P. Smaragdova: Further studies of interaction between predators and prey, Journal of Animal Ecology, Bd. 5, 1936, S. 1–18